# Ювенко Віктор Васильович
Ювенко Віктор Васильович, (1953—2020) — український авіамоделіст, неодноразовий чемпіон області і призер республіканських змагань з повітряного бою. Тренер сина Василя — майстра спорту України, срібного призера Чемпіонату Європи 2001 року, срібного призера чемпіонату світу в особистій першості, переможця Кубка України з повітряного бою.

## Життєпис
Народився в Носівці.
Захопившись моделюванням у шкільні роки, він згодом привів в авіамоделізм свого молодшого брата Олександра, потім двох синів — Василя і Юрія. Керуючи гуртками в СЮТ, по школах і в ДТСААФ, вони підняли носівський авіамоделізм до всеукраїнського визнання. Всі стали майстрами спорту.
За три десятиліття Віктор Ювенко виростив і підготував цілу плеяду прихильників «малої авіації» на Носівщині.
Помер в 2020 році.